# Термобумага

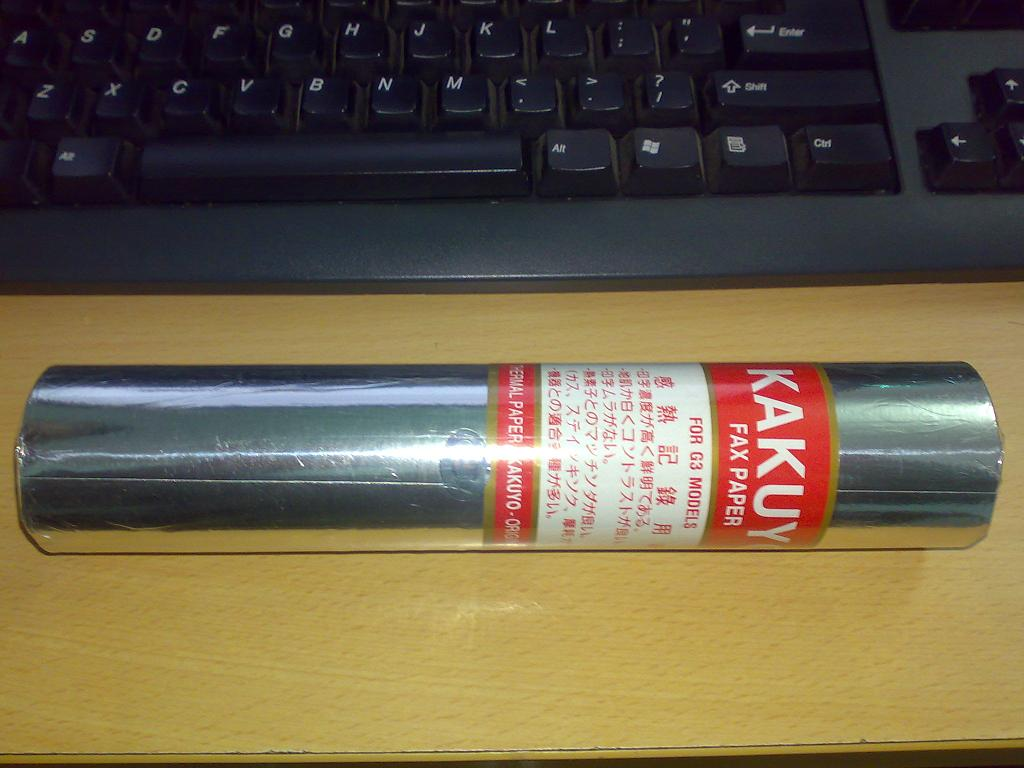
Бумага для факса с термопечатью

Термобумага (термографическая бумага) — промышленная бумага специального назначения, поверхность которой меняет цвет при достижении определенной температуры. Используется для фиксации информации с использованием термопечати или индикации достижения определенной температуры (например, при сварке). Термобумага состоит из бумаги-основы и тонкого, как правило, практически бесцветного термочувствительного слоя из вещества-индикатора. Используемые для термочувстительных слоев вещества можно разделить на две группы: термохимические и термофизические.

## Индикация
Для индикации перегрева электронных компонент на них наклеивают пластинки из термобумаги.

## Печать

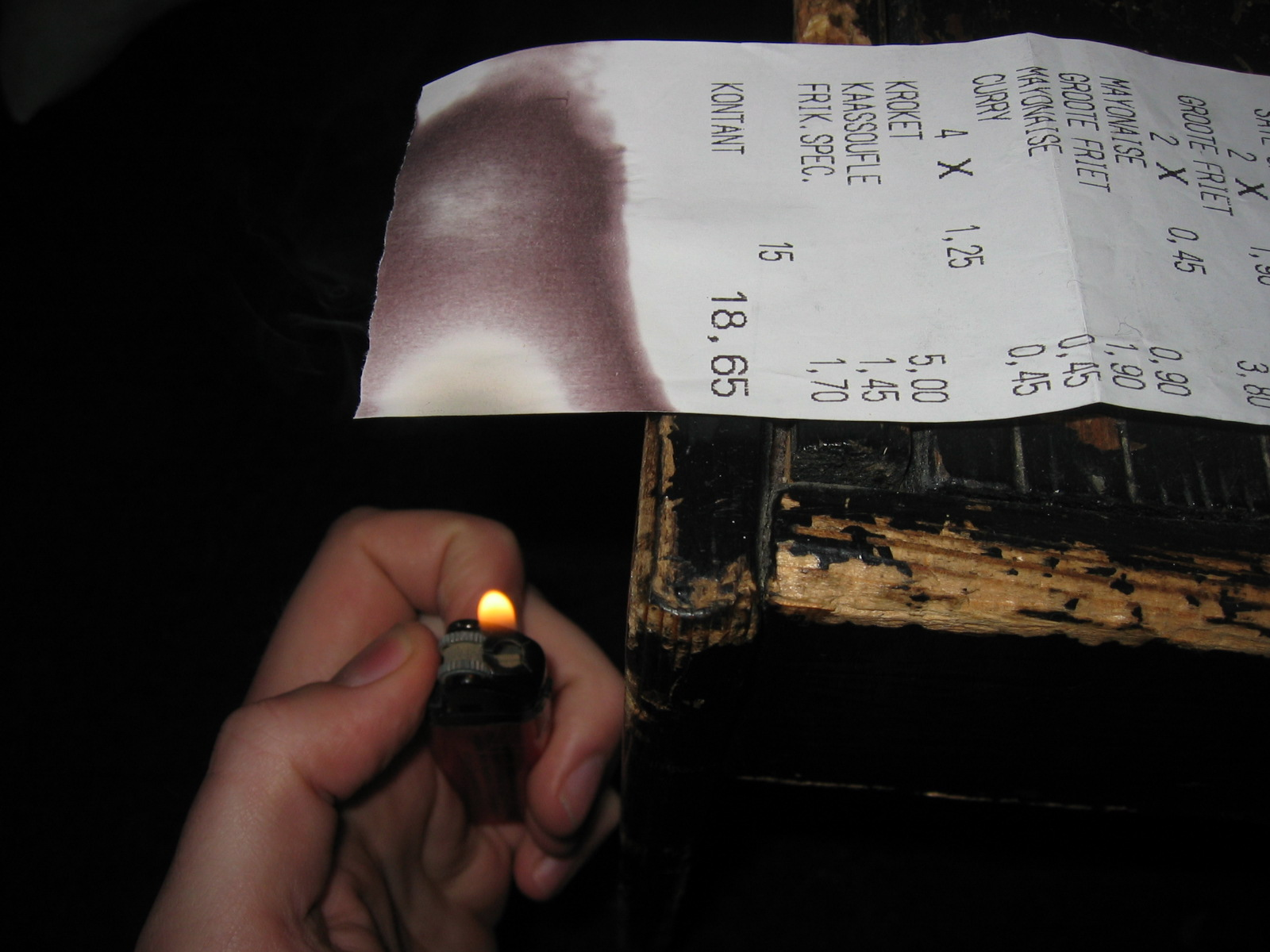
Демонстрация свойств чековой ленты

Чековая лента — термобумага в рулонах, имеющая ширину, характерную для кассовых чеков. Такая бумага используется в автоматических весах, электронных кассах, факс-аппаратах, банкоматах, платежных терминалах и медицинском оборудовании.
В состав чековой ленты входит вредное вещество бисфенол А. Его наличие там загрязняет переработанную бумагу. При наличии вещества в бумаге даже в следовых концентрациях оно может попадать в кровь через кожу. В статье приводится расчёт, что если подержать чек в течение 5 секунд указательным и средним пальцем, то  в среднем 1 мкг бисфенола А (точнее, 0,2—6 мкг) проникает через сухую кожу, и примерно в десять раз больше — через мокрую или жирную. Суточная доза, получаемая человеком, работающим до 10 часов/сут с чеками (например, кассиром), может достигать 71 мкг/сут., но это в 42 раза меньше современной переносимой дневной дозы, хотя новейшие исследования показывают опасность вещества даже в малых концентрациях (см. статью).